# Clubiona amurensis
Clubiona amurensis är en spindelart som beskrevs av Mikhailov 1990. Clubiona amurensis ingår i släktet Clubiona och familjen säckspindlar. Inga underarter finns listade i Catalogue of Life.